# Żeńskie dzieciobójstwo

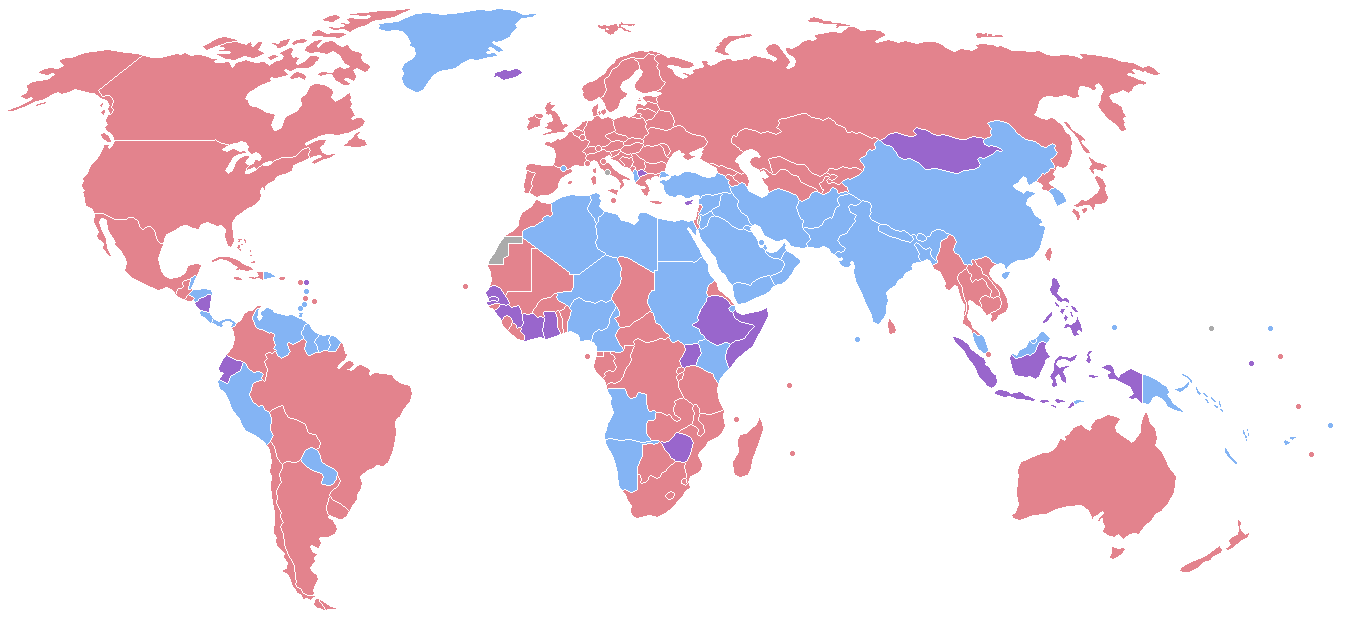
Mapa pokazująca przewagę płci w różnych krajach. Legenda:
• czerwony: państwa, w których jest więcej kobiet niż mężczyzn
• fioletowy: zbliżona liczba mężczyzn i kobiet
• niebieski: więcej mężczyzn niż kobiet
• szary: brak danych

Żeńskie dzieciobójstwo (ang. female gendercide) – umyślne zabijanie noworodków płci żeńskiej.

Szacunek „zaginionych kobiet”. „Zaginione kobiety” to liczba osób, które przeżyłyby, gdyby nie dyskryminacja ze względu na płeć. Zaginione kobiety to suma kobiet zaginionych przy urodzeniu (w wyniku aborcji selektywnej ze względu na płeć) oraz nadmiernej śmiertelności kobiet w wyniku dzieciobójstwa, zaniedbania lub złego traktowania.

Przyczyny tego zjawiska to m.in. niski status kobiet w społeczeństwach patriarchalnych i przekonanie, że rodzina potrzebuje synów, bo córki nie zapewnią rodzicom utrzymania i statusu (np. tradycja posagu ilustruje tradycyjne patriarchalne podejście do kobiety jako osoby o niskiej ekonomicznej wartości, do której rodzice muszą „dopłacić”). Zjawisko historycznie występowało w wielu kulturach i znane jest w społeczeństwach prehistorycznych kultur łowieckich. Zjawisko żeńskiego dzieciobójstwa nasiliło się w drugiej połowie XX wieku, gdy technologia aborcji selektywnej rozprzestrzeniła się w biednych krajach z niskim statusem kobiet. W ostatnich dekadach problem żeńskiego dzieciobójstwa doprowadził do niedoboru kobiet w kilku państwach azjatyckich, w tym Chinach i Indiach.
W 1990 roku Amartya Sen pisząc w „The New York Review of Books” oszacował, że w Azji jest 100 milionów mniej kobiet, niż można się było spodziewać, i że ta liczba „zaginionych” kobiet „opowiada nam straszną historię nierówności i zaniedbania prowadzące do nadmiernej śmiertelności kobiet”. Początkowo sugestia Sena dotycząca uprzedzeń płciowych została zakwestionowana i sugerowano, że zapalenie wątroby typu B było przyczyną zmiany naturalnego stosunku płci. Jednak obecnie powszechnie przyjmuje się, że światowy deficyt kobiet wynika z aborcji zależnych od płci, dzieciobójstwa i zaniedbania.